# 造礁珊瑚

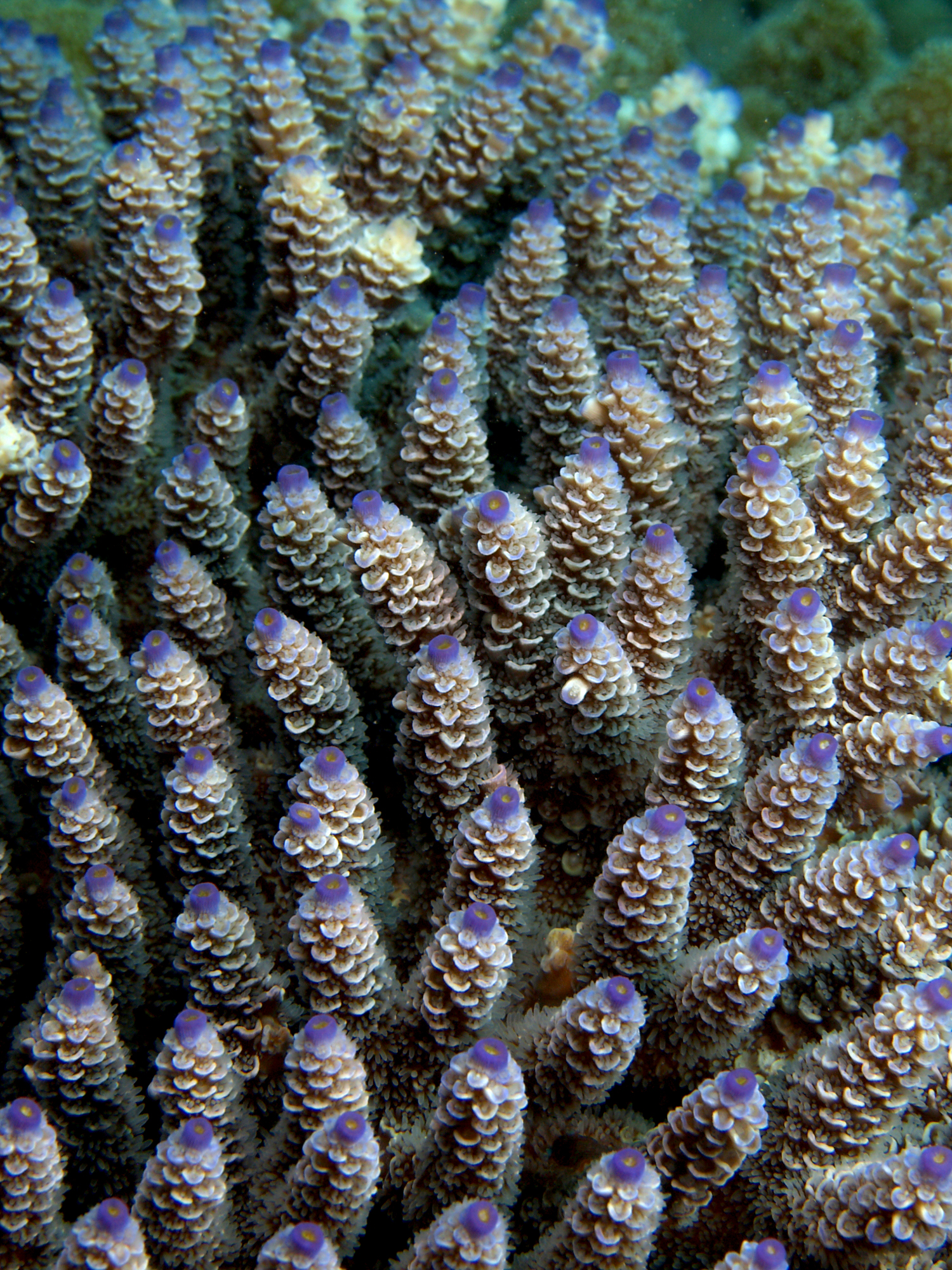
穗枝軸孔珊瑚（Acropora secale）為造礁珊瑚的一種

造礁珊瑚，又名造礁石珊瑚，是現時礁石所構成的珊瑚品種，一般生長於淺海床的透光區（或透光帶）。造礁珊瑚的種類有七十多屬，雖然僅佔所有珊瑚總數的小部份，但卻有著最廣大的地理分佈。不過這個名稱其實有點誤導成分，因為它包含了：
- 大部分對蟲黃藻非常倚賴，透過蟲黃藻來提供養分的造礁珊瑚
- 少量不含蟲黃藻，但依靠浮游生物提供養分的珊瑚。

以上兩種都屬於造礁珊瑚。